# Moshe Feiglin

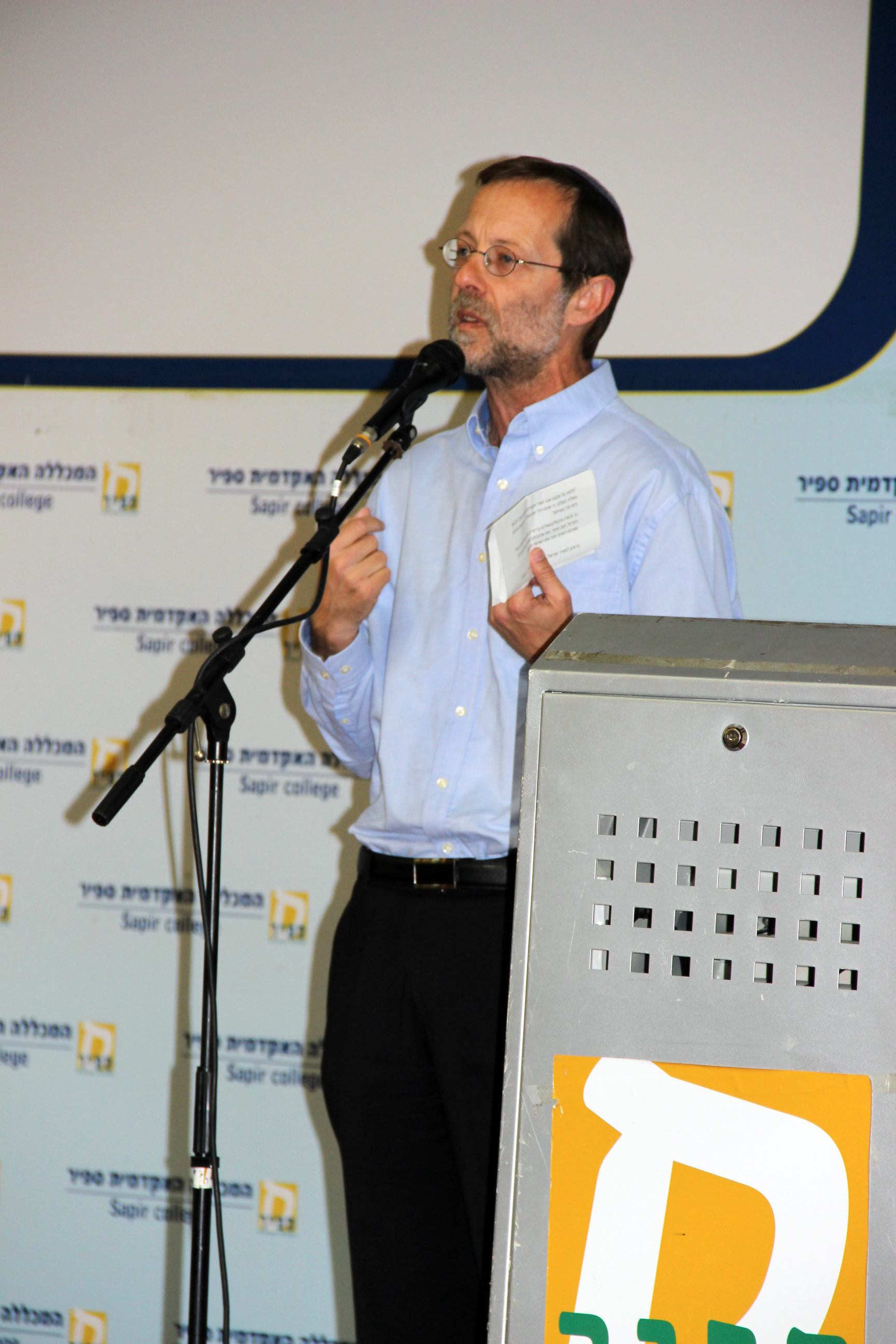
Feiglin a Sapir Academic College Társaságának Sderot konferenciáján, 2015

Moshe Zalman Feiglin ((Haifa, 1962. július 31. –) izraeli politikus, aki a Likud képviseletében a Knesszet tagjaként és a tizenkilencedik Knesszet alelnökeként szolgált. Ezt követően kilépett a Likudból, és megalapította az Identitás Pártot, amely indult a 21. Knesszet választásán, de nem sikerült bejutnia. Ezt követően visszatért a Likudhoz, bár 2023 decemberében bejelentette, hogy másodszor is kilép belőle, és visszatér az identitáshoz.
Korábban a Likud zsidó részlegének vezetője volt, valamint a This Land nevű jobboldali cionista mozgalom egyik alapítója, amely a kezdetektől fogva ellenezte az oslói megállapodást.

## Életrajz
Feiglin Haifában született Yaakov Zvi és Esther gyermekeként, akik Ausztráliából vándoroltak be.  A Chabad Rebbe leszármazottjaként. Dédnagyapja, Ya'akov Zvi Feiglin  családjával Izrael földjére vándorolt az első fehéroroszországi álijában, és egyike volt a Mishmar Jordan kolónia alapítóinak.  Nagyapja, Moshe Zalman Feiglin 1912-ben Ausztráliába menekült, nehogy bevonuljon a török hadseregbe.  Édesapja, Yaakov Zvi a héber településrendőrségnél szolgált, és a textiliparban dolgozott.
Gyermekként családjával Rehovot városába költözött, ahol a "Tahkamoni" iskolában, majd az Or Etzion középiskolában tanult.
Az IDF-nél szolgált tisztként és harcosként – az Avach alakulatban, amely korábban a Harcmérnöki Hadtesthez tartozott –, és kapitányi rangban bocsátották el.
Az IDF-től való szabadulása után megalapította az első sziklaszörfölő céget Izraelben, amely magas épületek külső karbantartásával foglalkozott. Ezzel egyidejűleg megalapította az induló céget, amelynek tulajdonjogát az oslói egyezmények megkötésekor az ország mozgásában végzett tevékenysége miatt átadta. A megélhetéséért akkoriban darukezelőként dolgozott.

## Parlamenten kívüli tevékenység
1992 és 1995 között Feiglin fellépett az Oslói Megállapodások ellen, és ennek keretében Bnei Alonnal és Shmuel Skettel megalapította az „ Ez a mi országunk ” mozgalmat, miután bírálta a Jesha Tanács passzivitását erőszakmentes tüntetéseket, és némelyikükön a tiltakozók még bilincsben is érkeztek, annak jeleként, hogy nem akar szembeszállni az izraeli rendőrségi bírói bírósággal, és hat hónap felfüggesztett börtönbüntetést és 10 000 NIS pénzbüntetést szabtak ki. A járásbírósághoz benyújtott fellebbezését elutasították.
1997 -ben Feiglint elítélték az „ Ez a mi országunk ” jobboldali mozgalomban folytatott tevékenysége miatt lázadás bűntette miatt, valamint Meri Tziri szavainak nyilvánosságra hozatala miatt, miután felhívta a nyilvánosságot, hogy rendőri engedély nélkül tüntetjenek – például megszállva. előőrsök Júdeában és Szamáriában, valamint az ország kulcsfontosságú kereszteződéseinek blokkolása – mindez erőszakmentes ellenállásként Rabin és Peresz Ali kormányának aláírása ellen. Oslói Megállapodás Jasszer Arafattal, a PFSZ vezetőjével és a Palesztin Hatóság elnökével. Feiglint 18 hónap börtönbüntetésre ítélték, amelyből hat hónapot ténylegesen letöltöttek. Ráadásul a vele szemben folyamatban lévő hat hónap felfüggesztett börtönbüntetést egyidejűleg alkalmazták. Feiglin közmunkában töltötte le büntetését.

### Zsidó vezetés
Büntetésének letöltése után megalapította a Jewish Leadership mozgalmat, amely heti közlönyt adott ki, kampányt folytatott Jeremiah Barnover professzor elnöki posztra történő megválasztásáért, és 1999-ben csak Moti Karpelt indította a 15. kneszeti választásokon. a "Jewish Leadership for Israel"  nevű listát, de három nappal a választások előtt kilépett a versenyből.
2000. augusztus 2- án Feiglint még egyszer letartóztatták, miután megpróbált bejutni a Templom-hegybe azzal a szándékkal, hogy a hegyen imádkozzon. Jogellenes gyülekezés bűntette, valamint a rendőr akadályozása miatt ítélték el  [דרושה הבהרה]</link>.
2008 közelében Feiglint nemkívánatos személynek nyilvánították Nagy-Britanniában az általa gyűlölt palesztinok elleni kijelentései miatt, valamint azért, mert Mohamedet "kegyetlennek és csalónak" nevezte . Feiglin válaszul ezt írta: "Mivel a jól ismert terroristákat, mint például a Hezbollah Ibrahim Mousavi-ját, valóban üdvözli Ön, megértem, hogy az Ön politikája a terrorizmus bátorítása és támogatása."
Feiglin 1996-ban társalapítója volt a Manhigut Yehudit mozgalomnak. Feiglin és barátja, Moti Karpel ötlete volt, aki a Zo Artzeinu tiltakozó mozgalom folytatásaként hozta létre a szervezetet. A fő taktikai különbség a kettő között Feiglin gondolata szerint az, hogy Zo Artzeinu tiltakozott a kormány politikája ellen anélkül, hogy alternatívát javasolt volna, míg Manhigut Yehudit a kormány akar lenni és az alternatíva.
Mivel nem rendelkezett ehhez szükséges eszközökkel, és nem volt politikai párt, amelynél kockára tehetné indulását, megkereste a Likud párt egyik alapító tagja és a Zo Artzeinu-tüntetés résztvevője, aki azt javasolta, hogy Feiglin jelentkezzen be a Likud pártba és regisztráljon. viszont a tüntetéseken részt vevő ezrek, ezzel olyan támogató bázist építve ki magának a pártban, ahonnan indulhat a pártelnöki tisztségért, illetve a miniszterelnöki székért.
Feiglin saját szavai szerint Manhigut Jehudit elkezdte „visszaadni az országot a népnek, és Izrael Államát hiteles zsidó értékeken keresztül vezetni”.
Feiglin szerint a mozgalom vezetése „azokból fog állni, akik mélyen elkötelezettek a Tóra értékei iránt”. Ennek ellenére jelenlegi tagjainak 30 százaléka világi (2005).[Idézet szükséges] Ellenzi az általa zsidónak tartott földterületek átadását, és követeli a kormányt, hogy lépjen fel az országszerte felépített 50 000 illegális arab építmény ellen. Feiglin kijelentette, hogy a Likud „feladta a Likud valódi értékeit, és beleegyezett a gázai evakuálásba”.

### A Likud pártban

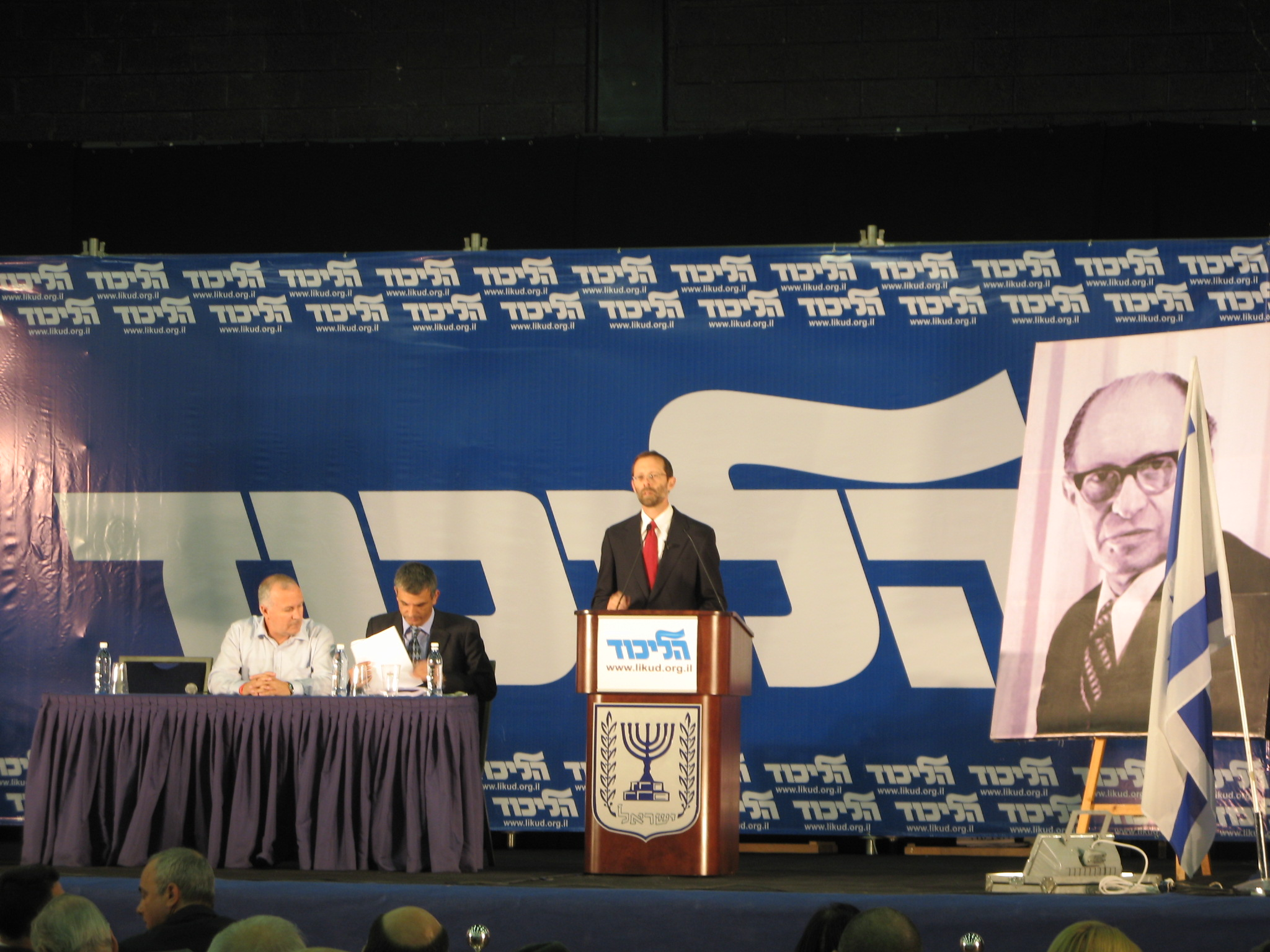
Feiglin (a pódiumon) beszél a Likud Központban, 2008 decemberében

2000- ben Feiglin és Likud támogatói a „ Zsidó Vezető Brigádként” működtek. A zsidó vezető embereket néha "Fieglins" néven emlegették. Feiglin szerint a Likud az egyetlen olyan tér, amely lehetővé teszi Izrael állam vallási vezetésének növekedését, ezért támogatni kell, még akkor is, ha más pártok jobboldaliak lehetnek. Feiglin többször is megpályázott a Likud vezetői és miniszterelnöki posztjáért. A 16. knesszeti választások előtti első indulásán a párt élére a szavazatok 3,5%-át szerezte meg. Majd kijelentette, hogy a győzelemig továbbra is pályázik a Likud vezetésére.
Feiglin a Likud vezetésére való indulása mellett indult a Likud-központ 2003-as 16. Knesszeti választáson tartott előzetes választásán, és a jelöltlistán a 39. helyen végzett. Feiglint büntetőjogi elítélése miatt a törvény kötelezte, hogy kinyilvánítsa elmarasztalását, és kérje a Központi Választási Bizottság elnökétől, hogy a jelöltlista benyújtása előtt döntsön arról, hogy botrányos bűncselekményről van-e szó. Feiglin saját kezdeményezésére nem fellebbezett, és a Likud sem kezdeményezett ilyen fellebbezést. A bizottság elnöke úgy döntött, hogy kizárja Feiglin Likud-listáról való felvételét, mert nem ő kezdeményezte a fellebbezést, és megállapította azt is, hogy a cselekmény rágalmazással jár. Feiglinnek a High Court of Justicehoz benyújtott beadványában a bíróság elfogadta a technikai érvet (ami szerint Feiglin nem kezdeményezett fellebbezést az elnökhöz), és jóváhagyta a listáról való eltávolítását. Yaakov Turkel bíró, akit a Központi Választási Bizottság elnökévé neveztek ki, megállapította, hogy a jogsértés nem jjelent szégyent. A jogi tanácsadó kérvényt nyújtott be a Legfelsőbb Bírósághoz, de a beadványt relevancia hiánya miatt elutasították (a beadványt néhány hónappal a büntetés letöltésétől számított 7 év lejárta előtt nyújtották be, és nem voltak előrehozott választások a láthatáron).

#### A Likud vezetőválasztása 2005-2007-ben
2005. december 19 -én Feiglin körülbelül 7000 szavazatot szerzett, ami a Likud tisztségviselőinek szavazóinak 12,4%-a, a mozgalom vezetőinek megválasztásán, és Benjamin Netanjahu és Silvan Shalom után a harmadik helyen végzett. Ezzel egy időben Netanjahu társai megpróbálták kiszorítani a Likudból, és megakadályozni, hogy induljon a 17. Knesszetbe. A nyomást követően, és annak ellenére, hogy a Likud választási bizottságának elnöke kijelentette, hogy Feiglin tettében nincs szégyen, és jogosult a Knesszetbe való beválasztásra, Feiglin visszavonta jelöltségét a Knesszetbe. Ezt a lépést indokolta mondván, hogy a Knesszet jelenlegi formájában inkább azon kívül szeretne tevékenykedni, és nem akar partnere lenni a demokrácia hamis képviseletének Izraelben, vagy ahogy ő fogalmazott: „Fél bejutni az Aharonba Barak kis zsebe".
Miután a Likud Központ úgy döntött, hogy 2007. augusztus 14- én előzetes választásokat tart, Feiglin bejelentette, hogy indul a Likud vezetői versenyében. A választások előtt kérelmet nyújtottak be a Likud választási bizottságához, hogy akadályozzák meg indulását, azzal az indokkal, hogy doktrínája ellentétes a Likud értékeivel. Másrészt Feiglin azt állította, hogy az ő értékei közelebb állnak a Likud értékekhez. Ezt a kérést elutasították. Feiglin szlogenje ebben a versenyben a következő volt: "Moshe Feiglin – mert van Istene". Végül Feiglin a három jelölt közül a második lett közel 9000 szavazattal, ami a szavazók 23,4%-át tette ki (szemben a szavazók 72,8%-ával). Netanjahu és 3,5% Dani Danon esetében).

#### A tizennyolcadik knesszet választása
A tizennyolcadik Knesszet választása előtt Feiglin kampányba kezdett a „Feiglin, elhiheted” szlogennel. Bár Netanjahu különféle módokon járt el hatalma csökkentése érdekében, Feiglint a 20. helyre választották a Likud Knesszet jelöltjeinek listáján, ez a hely reálisnak tekinthető a listán, 12 270 szavazatot kapott, ami a leadott szavazatok mintegy 25,3%-a. 2008. december 11-én beérkezett az Ofir Akunis által a Likud választási bizottságához benyújtott petíció, amely után Feiglin a 36. helyre került. Magukon a választásokon a Likud 27 mandátumot szerzett, Netanjahut újraválasztották miniszterelnöknek, Feiglin pedig a Knesszeten kívül maradt.

#### A 2012-es Likud vezetői választások és a tizenkilencedik Knesszet
A 2012. januári Likud vezetői választásokon Feiglin ismét Netanjahu ellen indult, és a szavazatok mintegy 23,2%-át szerezte meg.
A tizenkilencedik Knesszet 2012. november 26-i előválasztásán Feiglin megszerezte rekorderedményét, és 26 472 szavazat után a 15. helyre választották a listán. A Yisrael Beitenu párttal egyesített listán Feiglin a 23. helyre került, és ennek eredményeként a Knesszet tagjává választották, majd röviddel ezután a Knesszet alelnökévé nevezték ki.
Feiglin tagja volt a Külügyi és Biztonsági Bizottságnak, a Belügyi és Környezetvédelmi Bizottságnak, a Kneszet Bizottságnak, a Gazdasági Bizottságnak, az Oktatási, Kulturális és Sportbizottságnak, a Közvizsgálati Különbizottságnak, a Közúti Balesetek Elleni Albizottságnak, a Állami Számvevőszék, valamint Tudományos és Technológiai Bizottság.
Emellett az Izrael-Ausztrália parlamenti baráti csoport elnökeként (MK Nachman Shaival együtt) és a Parkinson-kórra való figyelemfelkeltést szolgáló lobbi elnökeként is tevékenykedett. Az általa előterjesztett törvényjavaslatok között szerepel: Jeruzsálem napjának teljes szombatnappá alakítása (a Knesszet-tagokkal, Moti Yogev-vel és Nissim Ze'evvel együtt), valamint egy olyan törvény, amelynek célja az lenne, hogy a hatóságok kötelezzék a héber dátum használatát minden hivatalos személynél. levél [22].
Knesszeti hivatali ideje kezdetén meglátogatta a Templom-hegyet, és a Knesszet tagjaként szerzett mentelmi jogára támaszkodva kérte, hogy lépjen be a Sziklakupolába. Zavargás alakult ki ott, és a rendőrség eltávolította a helyről, és megakadályozta a nem muszlimok látogatását a hegyben, majd Netanjahu miniszterelnök utasította a rendőrséget, hogy akadályozzák meg a hegyre való belépését. Az irányelv ellen tiltakozva, amely szerinte a hegyi szuverenitás feladását tükrözi, Feiglin kijelentette, hogy nem tartja magát kötve a koalíció fegyelmének, és a javasolt „kormányzási törvény” ellen szavazott, amely abban a változatban a a knesszet hatvanegy tagjának többsége bizalmatlansági indítvány benyújtására a kormány ellen. Ennek eredményeként eltávolították az Oktatási Bizottság tagságából.  2014 februárjában engedélyezték neki, hogy újra belépjen a hegyre.
2014. október 30- án, a Yehuda Glick elleni sikertelen merényletet követően a Knesszet elnöke elrendelte a biztonsági szolgálatot Feiglinhez, mivel a muszlim pártok életét fenyegették a Templomhegy és a Templom érdekében végzett nyilvános tevékenysége miatt.

#### Nyugdíjba vonulás a Likudtól
A 2014. decemberi Likud-lista előzetes választásán Feiglin úgy döntött, hogy nem indul a Likud élére, nehogy sértse a listára kerülési esélyeit. Ennek ellenére az országos listán a 17. helyre választották , a Knesszet listáján pedig az irreális 36. helyre került. Ezt követően bejelentette visszavonulását a Likudból, arra hivatkozva, hogy a miniszterelnök célzottan meghiúsította jelöltségét. 

### Identitás párt
2015 márciusában Feiglin bejelentette a „ Zsidó Izraeli Mozgalom ” párt megalapítását. A párt célja egy zsidó állam, amely visszaadja az állampolgárok maximális szabadságát, megerősíti a családi és közösségi értékeket, fenntartja a szabad gazdaságot, gyakorolja szuverenitását az ellenőrzése alatt álló Izrael föld minden részén, elsősorban a Templom-hegyen, és törekszik annak megszüntetésére. a hadviselés és a vérontás állapota az ellenségei felett aratott győzelem révén.

#### A politikai válság Izraelben
2017 februárjában megtartották a párt első konferenciáját, és Feiglint választották az első helyre. Körülbelül két évvel később a párt indult a 21. Knesszet választásokon. Feiglin a verseny részeként bejelentette, hogy ha pártja bekerül a Knesszetbe, olyan miniszterelnök-jelöltet támogat, aki segíti a párt elveinek érvényesítését. A párt végül az összes szavazat 2,73%-át kapta, és nem érte el a blokkolási százalékot, amely 3,25% volt. A 22. Knesszet választásának kihirdetése után Feiglin bejelentette, hogy Huhut megpályázza azokat, és nem szavaz baloldali kormány létrehozására. 2019. július 12-én arról számoltak be, hogy Feiglin lemondott az Identity elnöki posztjáról a párt végrehajtó bizottságával való konfliktus miatt, miután az nem hagyta jóvá kérését, hogy a párt vezérigazgatóját, Shai Malkát tartsa a párt harmadik helyén. listája a Knesszetnek. Néhány óra múlva visszahúzta. 2019. augusztus 29-én Feiglin megállapodott Binyamin Netanjahu miniszterelnökkel, amely szerint Zehut visszalépett a versenytől, és cserébe Feiglin miniszteri posztot ígért arra az esetre, ha Netanjahu megalakítja a következő kormányt, valamint a törvényhozás előmozdításában. a Zehut pártplatform szelleme. A huszonharmadik Knesszet választása előtt Feiglin bejelentette, hogy pártja nem indul ezeken a választásokon. Szerinte "a politikai térben ma nem figyelnek az üzenetére, és újra szembesül vele, amikor az izraeli társadalom megérett a változásra". Ugyanezt mondta a huszonnegyedik knesszet választása előtt.
2021. július 8-án Moshe Feiglin bejelentette, hogy a Likudnak dolgozik, és megkezdődött a párt képviseletében induló képzési időszaka. Támogatóit is felhívta, hogy csatlakozzanak a Likudhoz.
A 25. knesszeti választásokon Feiglin indult a Likud előválasztásán, és a Knesszet Likud listáján az 54. helyen végzett.
Feiglin megáldotta Netanjahu hatodik kormányának megalakulását, valamint az Otzma Yehudittal és a vallási cionizmussal való partnerséget, és Izrael Állam ünnepének tekintette megalakulását. Keményen bírálta a Bennet-Lapid kormányt, és "katasztrófa pártjának" és "minden arab pártjának" nevezte.
2023 decemberében lemondta tagságát a Likudban, miközben bírálta a vaskardok háborújában folytatott harc politikáját. 2024. január 17-én pedig Moshe Feiglin egy aktivisták konferenciáján bejelentette egy identitáspárt újjáalapítását és a miniszterelnök-választást.

## Attitűdök és világnézetek

### Politikai álláspontok
Feiglinnek határozott jobboldali politikai nézetei vannak. Támogatja a Palesztin Hatóságnak átadott területek visszacsatolását és az izraeli jog egyoldalú alkalmazását Júdea és Szamária összes területére, valamint a Gázai övezetre. Tagadja a "palesztin" kifejezés használatát, és az arabok jelenlétét Izrael földjén "1370 éve kezdődött megszállásnak" tartja, amelynek mielőbb véget kell vetni, hangsúlyozva az arab uralom végét a Templom-hegyen és a feletti irányítás átadása a főrabbinátusnak. Szerinte az "arab megszállás" vége Izrael földjén véget vet a terrorizmusnak és a békének a térségben. Ennek fényében keményen bírálta az oslói egyezményeket és a Gázai övezetből való kiválást. Kedveli az arab lakosság arab országokba történő önkéntes migrációjának ösztönzését. Amíg az ellenség által kezdeményezett háborúnak nincs vége, a zsidók vagy arabok erőszakos áttelepítését ellenezni kell. Azok a lakosok, akik nem akarnak bevándorolni, és nem léptek fel Izrael ellen, otthonukban maradhatnak, és csak a rezidens státuszt kapják meg, miután teljes mértékben elfogadják Izrael Államot és annak életmódját, beleértve a katonai/nemzeti szolgálatot is., csak akkor válhatnak állampolgárokká.

### Biztonság és katonaság
2014-ben közzétett egy tervet, amely szerint Izrael felszólítja a Hamaszt a feltétel nélküli megadásra, a Gázai övezet lakosságát pedig a Sínai-félszigetre való menekülésre. Ha a Hamasz megtagadja, Izrael pontosan megtámadja a célpontok teljes bankját. Azokat a területeket, ahonnan rakétákat lőnek ki, megtámadják, függetlenül a környéken élők sorsától.
2018 júliusában Feiglin fiát, Avit eltávolították a kafiri harcos pozíciójából, és felfüggesztett börtönbüntetésre ítélték, miután közzétett egy bejegyzést a Facebookon, amelyben azt írta, hogy az IDF katonái életét kockáztatja a palesztinok visszaszorítása érdekében., és bejelentette, hogy megtagadja a parancsot, ha erre szükség lesz, apja dicsérte a lépést, és azt mondta, hogy "az elmúlt években elesett IDF-katonák többségét azért ölték meg, mert előnyben részesítették az ellenséges lakosság biztonságát. fiaink életét”.
Feiglin a Knesszetben a „ Profi hadsereg lobbi” elnöke volt. Véleménye szerint a kötelező sorkatonaság szembemegy a szabadság értékével, amelynek központi szerepet kell betöltenie egy zsidó államban, ezért csak azok, akik ezt választják, és akikre a hadseregnek szüksége van. hadkötelezettnek kell lennie,  aki bevonul, az átlagon felüli fizetést kap a gazdaságban, a tudományos tanulmányokban és a szakmai képzésben a „teheregyenlőség” kérdése elkerülhető lesz.

### Gazdaság és társadalom
Feiglin szerint a liberalizmus értékeit képviseli. Ennek részeként azt állította, hogy az államnak erkölcsi kötelessége toleranciát tanúsítani minden erőszakmentes polgári felkelés, és különösen minden lelkiismereti okokból megtagadó jobb- és baloldal iránt. Ellenzi a vallási pártok létezését és a vallási kényszert. Tervei szerint azonban a kormányzati minisztériumok továbbra is kötelesek lesznek betartani a kóser és a szombatot, és az áttérés felelőssége továbbra is a főrabbinátus feladata marad. Támogatja a könnyű drogok legalizálását, és a kannabisz, mint vényköteles gyógyszer gyógyszertári értékesítésének támogatását kéri.
Gazdaságilag Feiglin támogatja a gazdasági liberalizmust. Támogatja az adócsökkentést, a jóléti politika megszüntetését és a szolgáltatások támogatását és a kormányhivatalok bezárását. Arra törekszik, hogy az állami oktatási rendszert felváltsa azáltal, hogy a tandíjat a szülők által választott oktatási intézménnyel tervezi („utalványrendszer”).
A családot illetően Feiglin álláspontja konzervatív. Szerinte a társadalom egyes bajai a hagyományos családi egység széteséséből fakadnak. Facebook-oldalán felszólalt a jeruzsálemi büszkeségfelvonulás homoszexuális ffelvonulói ellen, és azt követelte, hogy "hagyják a közhatalmat a normális emberekre". A tel-avivi Barnoer klubban történt gyilkosság után azonban felkereste a helyet, és azt vallotta, hogy egy homoszexuálissal folytatott hosszú beszélgetést követően megérti és együttérzi helyzetüket.

### Külpolitika
Feiglin sokszor írta, hogy az Egyesült Államok által Izraelnek nyújtott biztonsági támogatásról le kell mondani, mert súlyos árat kér tőle függetlenségének megsértéséért. Felszólította továbbá Izrael Államot, hogy fontolja meg a Népi Kínával fenntartott diplomáciai kapcsolatai szintjének megváltoztatását a Fálun Gongnak a Kínában a módszert alkalmazói körében végzett szervkivétellel kapcsolatos állításai miatt,  és elítélte azt is, hogy Izrael sok éve figyelmen kívül hagyta az örmény népirtást.

### A koronavírus járvány
Feiglin ellenezte a társadalmi távolságtartás politikáját, a bezárásokat, a maszkviselési kötelezettséget, a lakosság oltásra való ösztönzését, a zöld jegyzetet és más globális koronakorlátozásokat.

## Magánélet
Feleségül vette Ziporát, akit középiskola óta ismer, és öt gyermekük van. Élj Karnei Shomronban.
2020- ban Feiglin vesét adományozott a Mitant Haim egyesületen keresztül. 
Unokája, Yair Levin, egy givati járőrharcos, egy hadműveleti tevékenységben halt meg Gázában a Vaskardok háborúja során.

## Könyvei és írásai
Az ország felbomlása után Feiglin nyilvános tevékenysége részeként számos cikket publikált. 1996-tól 2007-ig két könyve jelent meg, amelyeket három nyelvre fordítottak le, valamint több röpiratot és több száz cikket publikált.